# بينوا ديليبين
بينوا ديليبين (بالفرنسية: Benoît Delépine)‏ هو كاتب سيناريو ومخرج وممثل فرنسي، ولد في 30 أغسطس 1958 في فرنسا.

## وصلات خارجية
- بينوا ديليبين على موقع IMDb (الإنجليزية)
- بينوا ديليبين على موقع قاعدة بيانات الأفلام العربية
- بينوا ديليبين على موقع ألو سيني (الفرنسية)
- بينوا ديليبين على موقع أول موفي (الإنجليزية)
- بينوا ديليبين على موقع قاعدة بيانات الأفلام السويدية (السويدية)
- بينوا ديليبين على موقع ديسكوغز (الإنجليزية)
- بينوا ديليبين على موقع قاعدة بيانات الفيلم (الإنجليزية)
- بينوا ديليبين على موقع كينوبويسك (الروسية)